# Сьверкувець
Сьверкувець (пол. Świerkówiec, нім. Swirkau) — село в Польщі, у гміні Моґільно Моґіленського повіту Куявсько-Поморського воєводства.
Населення — 340 осіб (2011).
У 1975-1998 роках село належало до Бидгощського воєводства.

## Демографія
Демографічна структура станом на 31 березня 2011 року:
|          | Загалом | Допрацездатний вік | Працездатний вік | Постпрацездатний вік |
| -------- | ------- | ------------------ | ---------------- | -------------------- |
| Чоловіки | 159     | 35                 | 115              | 9                    |
| Жінки    | 181     | 50                 | 111              | 20                   |
| Разом    | 340     | 85                 | 226              | 29                   |